# Тамара Горська
Тамара Горська, англ. Tamara Gorski (*21 листопада 1968, Вінніпег, Канада) — канадська акторка, тележурналістка та режисерка українського походження.

## Біографія
Вивчала хореографію, малярство, стала кіноакторкою.
Успіху в кіно досягла стрічкою «Геркулес».
У «Весільній вечірці» Тамара Горська грала з Майклом Дугласом.
Своєю найкращою роботою вважає роль Наталки у фільмі «Міс Арріс їде до Парижа» (англ. Mrs. 'Arris Goes to Paris).
На телебаченні Тамара Горська стала відомою після зйомок у телешоу «Легендарні мандрівки».
Режисерська робота Горської (фільм «Простір») принесла їй визнання на кінофестивалі в Торонто.

## Фільмографія
| Рік       |    | Українська назва                        | Оригінальна назва                        | Роль                                                        |
| --------- | -- | --------------------------------------- | ---------------------------------------- | ----------------------------------------------------------- |
| 1989      | с  | П'ятниця, 13-е                          | Friday the 13th                          | Гукер (серія «Night Prey»)                                  |
| 1990      | с  | Моє друге я                             | My Secret Identity                       | Елісон Річі (серія «Trading Places»)                        |
| 1991      | с  | Дітлахи в коридорі                      | The Kids in the Hall                     | (серія «2.14»)                                              |
| 1991      | с  | Дракула                                 | Dracula: The Series                      | Алекса Сінглтон (2 серії)                                   |
| 1992      | ф  | Загублений світ                         | The Lost World                           | Дженні Нільсон                                              |
| 1992      | ф  | Повернення у загублений світ            | Return to the Lost World                 | Дженні Нільсон                                              |
| 1992      | с  | Кунг-фу: легенда продовжується          | Kung Fu: The Legend Continues            | дет. Керрі Егстром                                          |
| 1992      | тф | Місіс Гарріс їде до Парижу              | Mrs. 'Arris Goes to Paris                | Наташа Петітп'єр                                            |
| 1995      | с  | Горець                                  | Highlander: The Series                   | Пеггі Маккол (серія «Vendetta»)                             |
| 1995      | ф  | За що варто померти                     | To Die for                               | Дівчина в барі                                              |
| 1995      | с  | Лицар назавжди                          | Forever Knight                           | Клер Гібсон (серія «Black Buddha: Part 1»)                  |
| 1996      | с  | Псі Фактор: Хроніки паранормальних явищ | Psi Factor: Chronicles of the Paranormal | др. Александра Корліс (3 серії)                             |
| 1997      | ф  | Вбивство в Білому Домі                  | Murder at 1600                           | Жінка в барі                                                |
| 1998—1999 | с  | Геркулес: Легендарні подорожі           | Hercules: The Legendary Journeys         | Морріган / Норма (9 серій)                                  |
| 1999      | с  | Полтергейст: Спадщина                   | Poltergeist: The Legacy                  | Меган Торнс (4 серії)                                       |
| 2000      | с  | Двічі у житті                           | Twice in a Lifetime                      | юна Луїза (серія «Birds of Paradise»)                       |
| 2000      | с  | Тепер і знову                           | Now and Again                            | Ванесса (серія «Disco Inferno»)                             |
| 2000      | с  | Земля: Останній конфлікт                | Earth: Final Conflict                    | Ганна Клейн (серія «Subterfuge»)                            |
| 2000      | с  | Ангел                                   | Angel                                    | Ребекка Ловелл (серія «Eternity»)                           |
| 2002      | с  | Робота                                  | The Job                                  | Нун (серія «Sacrilege»)                                     |
| 2002      | с  | Клинок відьом                           | Witchblade                               | Едрієнн (серія «Static»)                                    |
| 2002      | с  | Їжа для душі                            | Soul Food                                | Бренда Кеффі (серія «Empty Spaces»)                         |
| 2003      | с  | Veritas: У пошуках істини               | Veritas: The Quest                       | Сильві (серія «Mummy Virus»)                                |
| 2003      | ф  | Весільна вечірка                        | The In-Laws                              | Ядіра                                                       |
| 2004      | ф  | Люди-динозаври                          | Anonymous Rex                            | Цірце                                                       |
| 2005      | ф  | Чоловік з галасливим мозком             | Man with the Screaming Brain             | Татоя                                                       |
| 2006      | с  | Без сліду                               | Without a Trace                          | Одета Марку (серія «The Damage Done»)                       |
| 2008      | с  | Брати і сестри                          | Brothers and Sisters                     | Айвон Кало (серія «The Missionary Imposition»)              |
| 2009      | с  | Гаряча точка                            | Flashpoint                               | Еллісон (серія «Never Let You Down»)                        |
| 2010      | ф  | Клітка 213                              | Cell 213                                 | Лінн                                                        |
| 2010      | ф  | Три дні на втечу                        | The Next Three Days                      | медсестра                                                   |
| 2011      | с  | Розслідування Мердока                   | Murdoch Mysteries                        | Ава Мун / Констанс Гардінер (серія «Murdoch in Wonderland») |
| 2012      | с  | Менше ніж добро                         | Less Than Kind                           | Таня                                                        |
| 2012      | ф  | Секс і нічого зайвого                   | My Awkward Sexual Adventure              | Таня                                                        |